# Агенција Анадолија
Агенција Анадолија (тур. Anadolu Ajansı, енгл. Anadolu Agency), скраћено АА, међународна је новинска агенција са седиштем у Анкари, Турска. Агенцијом управља држава.

## Историја
АА је основана 1920. током Турског рата за независност. Новинар Јунус Нади Абалиоглу и писац Халиде Едип Адивар, након што су побегли из окупиране престонице Истанбула, састали су се у Гејвеу и закључили да је нова турска новинска агенција потребна. Агенција је званично покренута 6. априла 1920. године, 17 дана пре него што се Велика народна скупштина Турске први пут сазвала. Известили су о првој легислативи коју је усвојила Скупштина, којом је основана Република Турска.
Од кад је Странка правде и развоја (AKP) преузела власт, АА и Турска радио-телевизија (ТРТ) реструктурисани су како би више одражавали ставове владе. Ова појачана контрола владе над АА и ТРТ, поред повећаног владиног утицаја на приватне медије, допринела је настанку хегемоничног, система доминантне партије у Турској. Према академском чланку из 2016, „ови произвођали јавних вести, поготово током недавног мандата владе AKP, контролисани су од званичника из мале мреже блиске вођству партије”.